# Trentepohlia joana
Trentepohlia joana är en tvåvingeart som beskrevs av Alexander 1974. Trentepohlia joana ingår i släktet Trentepohlia och familjen småharkrankar.
Artens utbredningsområde är Nigeria. Inga underarter finns listade i Catalogue of Life.